# Soldier in the Rain
Soldier in the Rain é um filme de comédia e drama sobre a amizade entre um Sargento Master idoso do Exército (Jackie Gleason) e um jovem Sargento do interior(Steve McQueen). Tuesday Weld também participa.
Produzido e co-escrito por Blake Edwards, o roteiro é baseado na novela de 1960 de William Goldman, que esteve nas Forças Armadas dos EUA de 1952-64. O filme foi dirigido por Ralph Nelson, que já havia dirigido Gleason em Requiem for a Heavyweight no ano anterior e havia tido um grande sucesso com seu filme Lilies of the Field. O filme foi lançado na mesma semana do assassinato de John F. Kennedy, oq eu não ajudou na sua bilheteria.

## Enredo
Eustis Clay é um soldado em tempos de paz que não pode esperar para terminar seu serviço e mudar para atividades mais grandiosas e melhoras. Ele é a pessoa favorita do Sargento Master Maxwell Slaughter, uma pessoa de vida militar que é consideravelmente mais brilhante que Eustis mas gosta de sua companhia e lealdade.
Eustis está envolvido em vários esquemas e fraudes, incluindo um no qual ele venderá ingressos para um homem chamado Meltzer correr uma milha em três minutos. Ele incomoda Slaughter mais de uma vez, incluindo um contratempo no tráfico que faz com que ele tenha de tirá-lo da cadeia.
Determinado a tentar Slaughter com as alegrias da vida civil antes de sua extensão estar pronta, Eustis fixes him up on a date with the much-younger,não tão brilhante Bobbi Jo Pepperdine. Inicialmente Slaughter fica ofendido, mas gradualmente ele vê outro lado em Bobbi Jo.
Uma noite, Eustis fica devastado ao saber da morte de Donald, seu cachorro. Uma dupla de inimigos odiados atrai Eustis para uma briga. Ele apanha na luta de dois contra um e é quase derrotado,quando Slaughter vem em sua ajuda raivosamente. Juntos, eles vencem a luta, mas Slaughter, homem de meia-idade e acima do peso, não aguenta o esforço.
Hospitalizado, ele encanta Eustis ao sugerir que eles deixem o Exército juntos e vão viver em uma ilha tropical, rodeada por um mar azul e garotas lindas. Slaughter morre, todavia, e Eustis, um homem mudado, reengaja o Exército para um novo desafio.

## Elenco
- Jackie Gleason como MSgt. Maxwell Slaughter
- Steve McQueen como Sgt. Eustis Clay
- Tuesday Weld como Bobbi Jo Pepperdine
- Tony Bill como Pfc. Jerry Meltzer
- Tom Poston como Lt. Magee
- Ed Nelson como Sgt. Priest